# غلاديس ليزلي
غلاديس ليزلي (بالإنجليزية: Gladys Leslie)‏ هي ممثلة أمريكية، ولدت في 5 مارس 1899 بنيويورك في الولايات المتحدة، وتوفيت في 2 أكتوبر 1976 في الولايات المتحدة.

## وصلات خارجية
- غلاديس ليزلي على موقع IMDb (الإنجليزية)
- غلاديس ليزلي على موقع قاعدة بيانات الفيلم (الإنجليزية)